# Малка арка на Галерий
 Тази статия е за арката в Солунския археологически музей.  За арката на улица „Егнатия“ вижте Арка на Галерий.  
Малката арка на Галерий (гръцки: Μικρό τόξο του Γαλερίου) е архитектурен елемент, богато украсена с релефи арка от малък античен храм в Солун. Датиращата от IV век арка е изложена в Солунския археологически музей.

## Оригинално местоположение
Внушителната арка е увенчавала малък храм, построен в източната стоа (портик) на голям перистил в рамките на дворцовия комплекс на Гай Галерий Валерий Максимиан, цезар (293 – 305) и император (305 – 311), чието седалище е било в Солун. Останките от големия дворцов комплекс са на площад „Наварино“.

## Описание
Арката, произведение с високо художествено качество, е продукт на солунска работилница. Върху трите лица на арката е развита богатата релефна украса. Основната страна изобразява двама мъже от Изтока, вероятно перси, държащи над главите си с ръце два кръгли медальона. Десният медальон изобразява Гай Галерий Валерий Максимиан, а левият първоначално изобразява съпругата му Галерия Валерия. При по-късна интервенция, след смъртта на Галерий, към женския портрет е добавена корона тип крепост. Тази промяна трансформира женския бюст в изобразяване на божество, най-вероятно „Тихе от Солун“, което придружава Галерий, обожествявания владетел на града. Две крилати фигури на Ерос, държащи гирлянд, запълват пространството между медальоните. Друг медальон с бюст на Дионис, заобиколен от лозови клонки, се намира във вътрешната част на арката. От дясната страна на арката е изобразен бог Пан, който свири на тръба и държи лагоболон (пръчка за лов на зайци). От лявата страна е изобразена менада.
- Лозница във вътрешността на арката
- Дясната страна с бог Пан
- Дионис от вътрешността на арката
- Портретът на Галерий от основната страна